# Teatro americano en la Segunda Guerra Mundial
El teatro americano en la Segunda Guerra Mundial describe una serie de áreas de operaciones en su mayoría menores durante la Segunda Guerra Mundial. Esto se debió principalmente a la separación geográfica de América de los teatros de operaciones centrales del conflicto como Europa o la región Asia-Pacífico. Por lo tanto, cualquier amenaza por parte de las Potencias del Eje para invadir a países Aliados como Canadá y Estados Unidos en América del Norte o Colombia y Brasil en América del Sur se consideró poco probable, lo que permitió que los recursos aliados se desplegaran en los teatros de ultramar. A pesar de esto, independientemente del bando bélico-político, el temor a la guerra en casa provocó que varias naciones americanas gastaran una gran cantidad de recursos financieros en defensa y relaciones exteriores ante un posible intento de invasión por parte de los Aliados que contaban con fuerte presencia en todo el continente o las potencias del Eje por medio de sus territorios de ultramar.
En la práctica la mayoría de combates no se dieron en territorio continental y también fue el teatro de operaciones con menos víctimas mortales. Paralelamente, fue el teatro en donde los gobiernos de cada país realizaron más intervenciones diplomáticas, tal como la ocupación aliada de Japón, Corea del Sur o Alemania dirigida por Estados Unidos o la ruptura de relaciones exteriores realizada por casi toda América Latina con respecto a las Potencias del Eje.

## Ataques japoneses

### Cañoneo de Ellwood
El territorio continental de Estados Unidos fue el primero en ser cañoneado por el Eje, el 23 de febrero de 1942 cuando el submarino japonés I-17 atacó la instalaciones de extracción de petróleo de Goleta, cerca de Santa Bárbara, California. A pesar de que sólo una estación de bombeo y una pasarela fueron dañadas, el capitán del I-17 Nishino Kozo retransmitió a Tokio que había dejado Santa Bárbara en llamas. No hubo bajas y el coste de los daños se estimó en 500-1000 dólares de la época. Sin embargo las noticias del bombardeo provocaron el pánico ante una hipotética invasión japonesa de la Costa Oeste.

### Invasión de las Aleutianas
El 3 de junio de 1942 las islas Aleutianas, que se encuentran en el sudoeste de Alaska, fueron invadidas por tropas japonesas. Los militares estadounidenses, que habían roto los códigos militares japoneses, conocían de antemano este hecho y decidieron dedicar a la defensa de la isla la menor cantidad de recursos posible, por lo que los japoneses ocuparon las islas sin encontrar apenas resistencia. La mayor parte de la población civil fue evacuada a campos en la Alaska continental, aunque algunos fueron capturados por los japoneses y llevados a Japón.
En la que sería conocida como la batalla de las islas Aleutianas, los estadounidenses desembarcaron en la isla Attu y tras sufrir numerosas bajas combatiendo en un terreno de orografía muy difícil y un clima terrible, recuperaron su control a finales de mayo de 1943. Una gran fuerza de invasión estadounidense-canadiense desembarcó en la isla de Kiska el 7 de agosto, pero los japoneses habían evacuado la misma diez días antes sin ser detectados y no hubo, en consecuencia, enfrentamiento alguno.
Aunque Alaska era territorio de los EE. UU., no era todavía un estado (dicho Estado no lo consiguió hasta 1959). La invasión constituyó la única ocupación por parte de una potencia extranjera de terreno estadounidense en Norteamérica desde la guerra de 1812.

### Ataque al faro del Cabo de San Esteban
El 20 de junio de 1942 el submarino japonés I-26, al mando de Yokota Minoru, disparó entre 25 y 30 proyectiles de 140 mm al faro del Cabo de San Esteban situado en la isla de Vancouver pero ninguno de ellos acertó en el objetivo. Este fue el primer bombardeo de suelo canadiense desde la guerra de 1812. Aunque no hubo bajas, la decisión de apagar las luces de los faros más alejados fue desastrosa para la navegación.

### Ataque a Fort Stevens
En la noche del 21 al 22 de junio de 1942 el submarino japonés I-25, al mando de Tagami Meiji emergió cerca de la desembocadura del río Columbia en Oregón y disparó varios proyectiles hacia la base de Fort Stevens. Los únicos daños constatados los sufrieron la reja de protección del campo de béisbol y unos cables telefónicos. No se permitió a los artilleros de Fort Stevens devolver el fuego porque habría ayudado a los japoneses a corregir el tiro. Un avión en vuelo de entrenamiento avistó el submarino, que fue atacado por un bombardero estadounidense, pero el submarino consiguió escapar. Este fue el único ataque a una instalación militar estadounidense en suelo de EE. UU. acaecido durante la Segunda Guerra Mundial.

### Ataques aéreos en Oregón

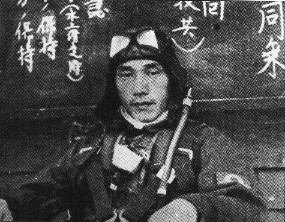
Oficial Nobuo Fujita.

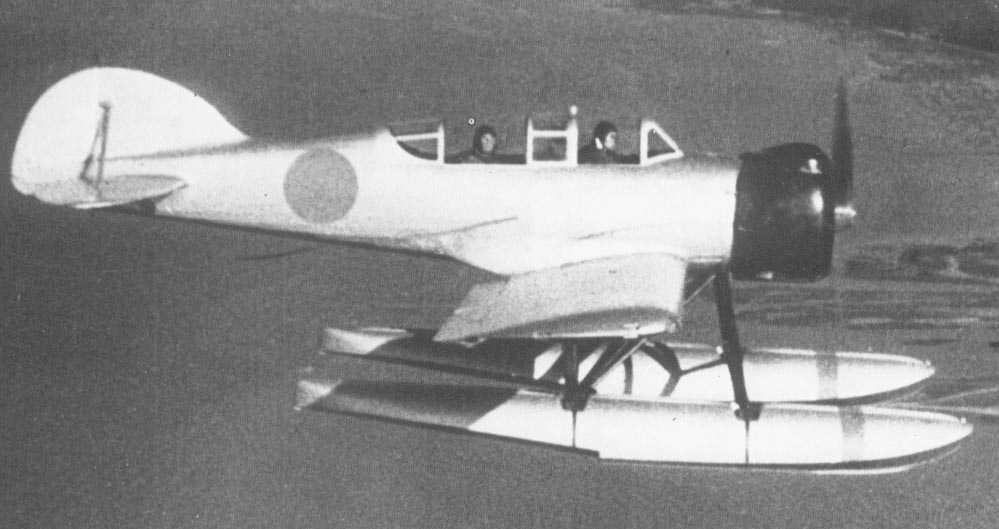
Hidroavión Yokosuka E14Y "Glen".

El 9 de septiembre de 1942, un hidroavión japonés Yokosuka E14Y1 (apodado "Glen", por los aliados) tripulado por el piloto Nobuo Fujita y el observador Shoji Okuda despegó del submarino I-25 y lanzó dos bombas incendiarias de 80 kg en el Monte Emily, cerca de Brookings, Oregón, con la intención de provocar incendios forestales. El bombardeo se repitió el 29 de septiembre, pero ninguno de ambos causó daños significativos. El ataque del 9 de septiembre fue el primer bombardeo aéreo sufrido por los Estados Unidos en su territorio continental.

### Globos incendiarios
Entre noviembre de 1944 y abril de 1945, Japón lanzó más de 9.000 globos incendiarios (風船爆弾, 'fūsen bakudan' en japonés, literalmente "bomba de globo de papel") hacia Norteamérica.
Arrastrados por la recientemente descubierta corriente en chorro del Pacífico, los japoneses esperaban que sobrevolaran el Océano Pacífico y se estrellaran en EE. UU., iniciando incendios forestales masivos con la destrucción que eso conllevaría. Aproximadamente 300 llegaron a Estados Unidos, pero causaron escasos daños. Seis personas (5 niños y una mujer llamada Elsie Mitchell) murieron cuando uno de los niños manipuló uno de los globos que había quedado atrapado en un árbol en Bly, Oregón, explotando. Fueron las únicas víctimas mortales civiles habidas en territorio continental estadounidense durante la Segunda Guerra Mundial. Informes recientes de la R.C.M.P. y de los militares canadienses indican que los globos llegaron incluso hasta Ituna, en Saskatchewan. Se considera también que el incendio de Tillamook fue provocado por uno de estos globos incendiarios.

## Ataques alemanes

### Espías alemanes en Estados Unidos

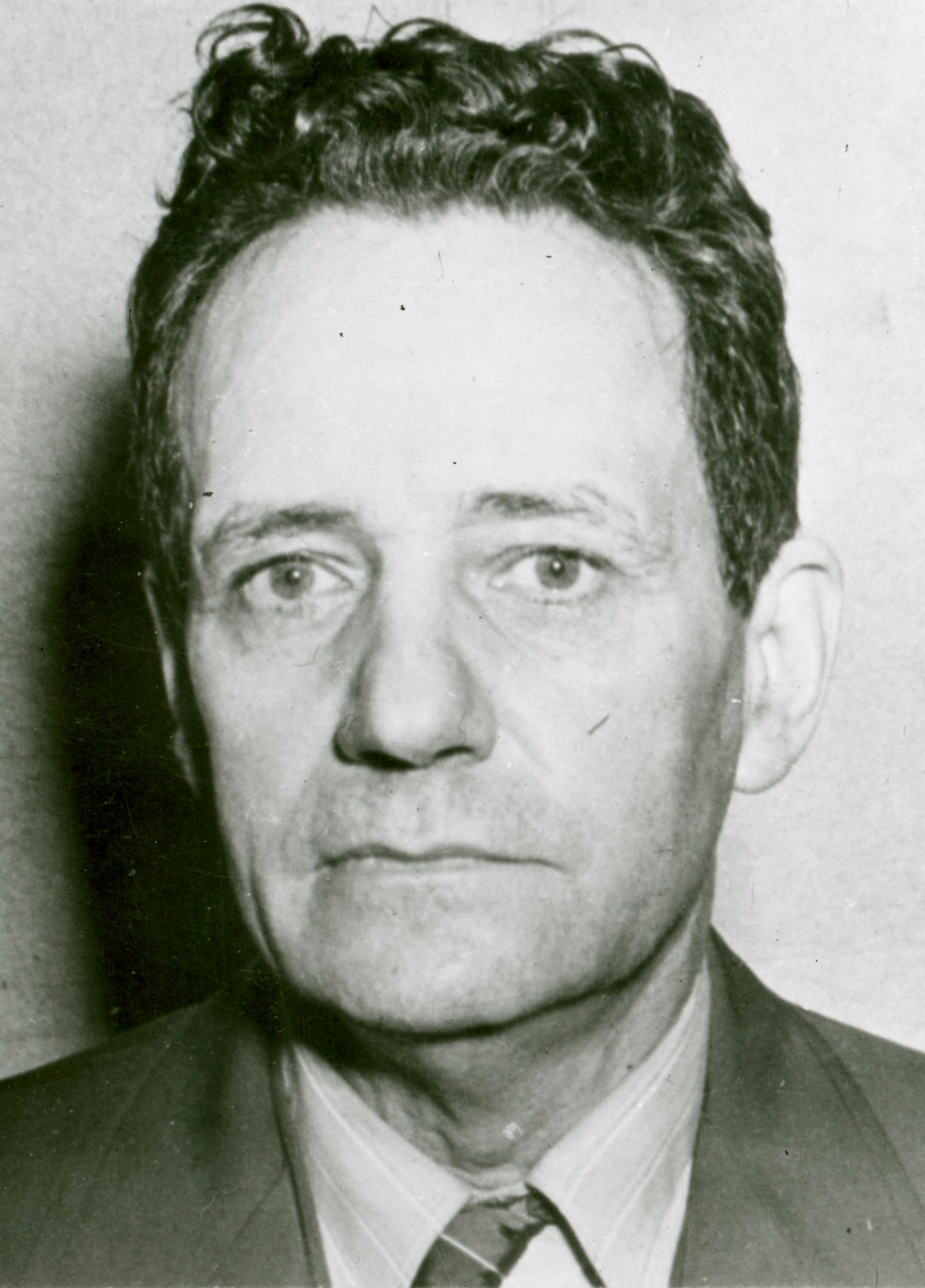
Duquesne.
Foto del archivo del FBI.

#### El círculo de espías de Duquesne
Ya antes de la guerra había un gran círculo de espías operando en los Estados Unidos. El Círculo de espías de Duquesne constituye todavía el caso de espionaje con sentencias condenatorias más grande de la historia de los EE. UU. Los 33 agentes alemanes que componían el círculo de espías fueron situados en puestos clave para reunir información que pudiera ser usada en la eventualidad de que estallara la guerra y para realizar actos de sabotaje: uno de ellos abrió un restaurante para conseguir información de sus clientes; otro trabajaba en una compañía aérea para informar sobre los buques aliados que cruzaban el Atlántico; otros trabajaban como repartidores para entregar mensajes secretos a la vez que repartía el correo normal. La red era dirigida por el capitán Frederick “Fritz” Joubert Duquesne, un colorido personaje bóer sudafricano que espió para Alemania en ambas guerras mundiales y que es más conocido como "el hombre que mató a Kitchener" tras recibir la cruz de hierro por su papel clave en el sabotaje y hundimiento del HMS Hampshire en 1916. William G. Sebold, un agente doble que trabajaba para los Estados Unidos, fue clave en la resolución por parte del F.B.I. del caso. Seabold trabajó como operador de radio para el anillo durante dos años, dando valiosa información al FBI sobre qué enviaban Alemania a los espías en los Estados Unidos, mientras a la vez controlaba la información que era transmitida a Alemania. El 29 de junio de 1941 el FBI cerró la trampa. Los 33 espías fueron arrestados, juzgados, declarados culpables y condenados a un total de más de 300 años de prisión.

#### Operación Pastorius
Cuando los Estados Unidos entraron en la Segunda Guerra Mundial, Hitler ordenó al servicio de espionaje alemán (Abwehr) que creara el caos en dicho país. En junio de 1942 se reclutaron ocho agentes, que fueron divididos en dos equipos: el primero, formado por George John Dasch (también conocido con el nombre de George Davis), al mando del mismo, Ernest Burger, Heinrich Heinck y Richard Quirin. El segundo, al mando de Edward Kerling, con Hermann Neubauer, Werner Thiel y Herbert Haupt.
El 12 de junio de 1942 el submarino U-202 desembarcó al equipo de Dasch, equipado con planos y explosivos en East Hampton, Long Island, Nueva York. Su misión era destruir las centrales eléctricas de Niágara Falls y tres fábricas de la Aluminum Company of America (ALCOA) en Illinois, Tennessee y Nueva York. Sin embargo, su desembarco fue avistado por un miembro de los guardacostas que, de inmediato, dio la voz de alarma. Tras ser capturados, fueron interrogados por el FBI y Dasch y Burger confesaron para obtener una pena más suave.
El equipo de Kerling desembarcó del U-584 en la playa de Ponte Vedra, a 40 km al sudeste de Jacksonville, Florida el 17 de junio. Su misión era colocar minas en cuatro zonas: el ferrocarril de Pensilvania en Newark, Nueva Jersey, en las compuertas de canales en San Luis y Cincinnati y las conducciones de agua potable de la ciudad de Nueva York. El equipo fue a Cincinnati, donde se dividió: dos se dirigieron a Chicago y los otros a Nueva York. No obstante no cumplieron ninguna de sus misiones, pues la confesión de Dasch condujo al arresto de todos ellos el 10 de julio.
Los ocho fueron juzgados por una comisión militar, y seis fueron condenados a muerte. El presidente Roosevelt ratificó las sentencias. La comisión militar fue confirmada por el Tribunal Supremo en Ex parte Quirin y los seis condenados fueron electrocutados el 8 de agosto. Dasch y Burger fueron condenados a treinta años de prisión. Ambos fueron liberados en 1948 y deportados a Alemania. Dasch, que había vivido muchos años en Estados Unidos antes de la guerra tuvo una vida difícil en Alemania tras su expulsión, por haber cooperado con las autoridades estadounidenses. Su condición de deportado le impedía regresar a los EE. UU., y aunque pasó muchos años escribiendo a destacadas autoridades estadounidenses (Johnn Edgar Hoover y el presidente Eisenhower entre otros) solicitando permiso para volver, no tuvo éxito. Finalmente huyó a Suiza, donde escribió un libro titulado Ocho espías contra América.

#### Operación Elster
En 1944 hubo un nuevo intento de infiltración de nombre código "Operación Elster" ("urraca"). En la operación Elster estuvieron implicados el espía alemán Erich Gimpel y un estadounidense que se había pasado a los alemanes llamado William Colepaugh. Su misión era reunir información sobre el proyecto Manhattan y sabotearlo si era posible. Ambos partieron de Kiel en el submarino U-1230 y desembarcaron en Hancock Point, Maine el 30 de noviembre de 1944. De ahí marcharon a Nueva York, pero la operación degeneró en un fracaso absoluto. Colepaugh se entregó voluntariamente al FBI el 26 de diciembre y reveló todo el plan. Gimpel fue arrestado cuatro días más tarde en Nueva York. Ambos fueron condenados a muerte, pero se les conmutó la sentencia. Gimpel pasó diez años en prisión y Colepaugh permaneció encarcelado hasta 1960.

### Actividad alemana en Canadá

#### St. Martins, Nuevo Brunswick
Mientras se desarrollaba la operación Dasch (el 25 de abril, un agente secreto alemán llamado Marius A. Langbein desembarcó de un submarino alemán (probablemente el U-217 cerca de Saint Martins (Nuevo Brunswick). Su misión era recopilar información sobre el tráfico marítimo en Halifax (Nueva Escocia), punto de partida de convoyes que navegaban por el Atlántico Norte. Langbein se lo pensó mejor y se trasladó a Ottawa, donde vivió de fondos que le había proporcionado el Abwehr hasta que se entregó a las autoridades canadienses en diciembre de 1944.

#### New Carlisle, Quebec
En noviembre el U-518 hundió dos transportes de mineral de hierro y dañó otro cerca de Bell Island en la Bahía de la Concepción (Newfoundland) de camino a la península de Gaspé donde, a pesar de ser atacado por un avión de la fuerza aérea canadiense, logró desembarcar a un espía llamado Werner von Janowski en New Carlisle (Quebec) el 9 de noviembre de 1942. La gerente del hotel New Carlisle, donde se alojó von Janowski, observó que el forastero había usado dinero antiguo para pagar en el bar del establecimiento. Esto le resultó sospechoso y alertó a las autoridades de dicha circunstancia. La Policía Montada del Canadá arrestó a von Janowski en el tren en el que se dirigía a Montreal. El examen de sus objetos personales reveló que, entre otras cosas, transportaba un potente transmisor de radio. Von Janowski trabajó a partir de entonces como agente doble, enviando al servicio secreto alemán información falsa y recopilando a su vez datos valiosos para los aliados.

#### Bahía de Martin
Los informes meteorológicos precisos eran de importancia vital para la guerra en el mar y el 18 de septiembre de 1943 el U-537 se dirigió hacia Canadá haciendo escala en Bergen (Noruega) con un equipo de meteorólogos dirigido por el profesor Kurt Sommermeyer (padre de Joerg Sommermeyer). El equipo fue desembarcado en la bahía de Martin, cerca del extremo septentrional de la península del Labrador el 22 de octubre de 1943 y, a pesar del riesgo que suponían las constantes patrullas aéreas aliadas, instaló con éxito una estación meteorológica autónoma ("estación meteorológica Kurt" o "Wetter-Funkgerät Land-26"). Desafortunadamente para la misión, el equipo dejó de funcionar al poco tiempo. A principios de julio de 1944 el U-867 partió de Bergen para reemplazar el equipo defectuoso, pero fue hundido en la travesía. La estación meteorológica fue recuperada en la década de los 80 y se encuentra ahora en el Canadian War Museum.

## Guerra submarina

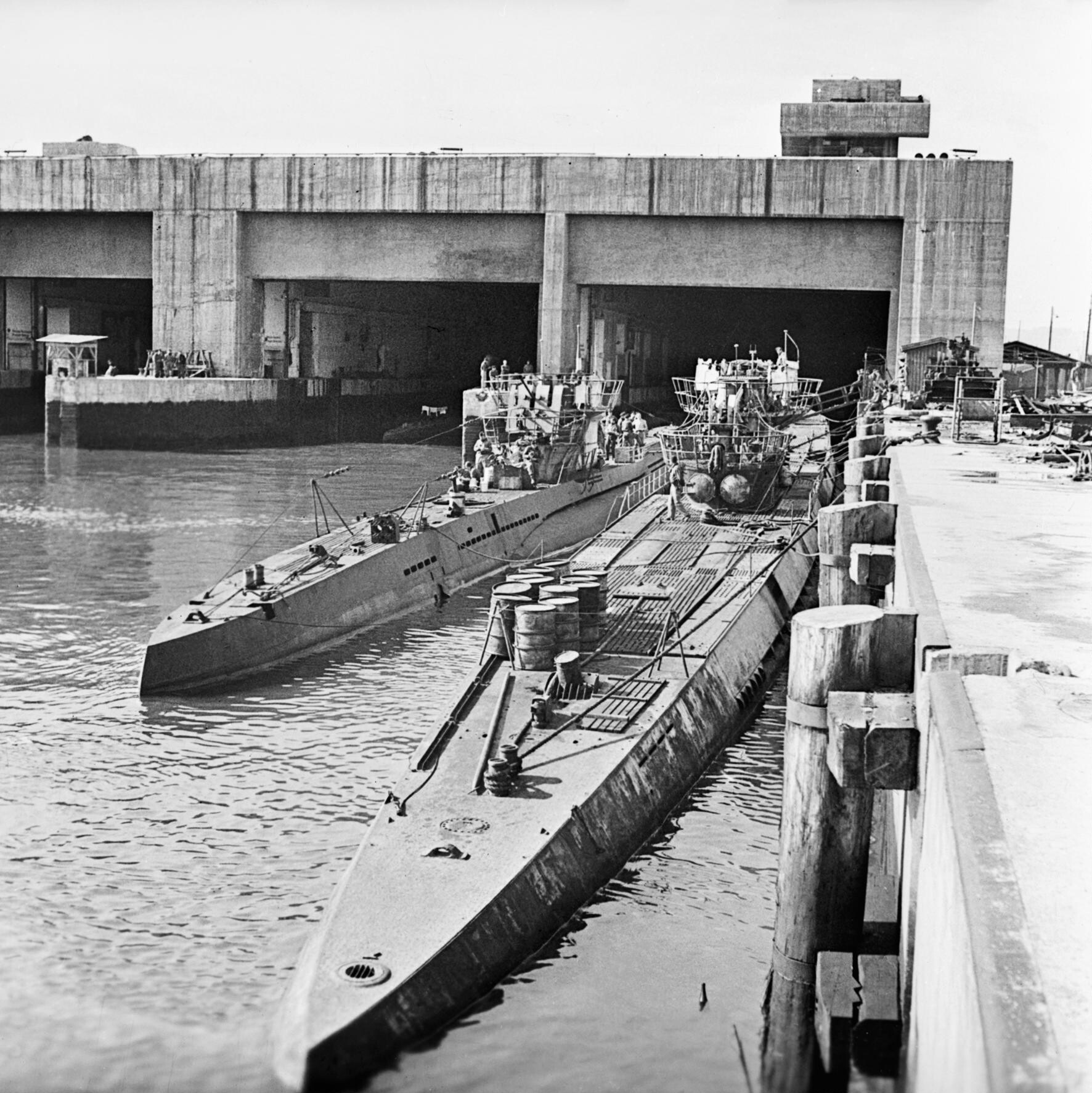
U-Boote.

### Estados Unidos

#### LaBatalla del Atlántico
El océano Atlántico suponía un campo de batalla estratégico que, en el momento en el que los Estados Unidos entró en guerra, ofrecía presas fáciles a los submarinos alemanes, que apodarán esta época como el segundo tiempo feliz. Después de una exitosa incursión por parte de cinco submarinos de largo alcance tipo IX, se reforzó la ofensiva desplegando submarinos de corto alcance tipo VII con depósitos de combustible ampliados y abastecidos por submarinos de suministro tipo XIV (conocidos como "vacas lecheras") . De febrero a mayo de 1942 hundieron 348 buques, perdiéndose 2 submarinos entre abril y mayo. Los comandantes navales estadounidenses eran reacios a implantar el sistema de convoyes que habían protegido el tráfico trasatlántico y sin apagones costeros la silueta de los buques era perfilada por las brillantes luces de las ciudades estadounidenses.
Varios buques fueron torpedeados a la vista de ciudades de la costa este como Nueva York y Boston, e incluso algunos civiles fueron testigos de combates entre buques germanos y estadounidenses. El único hundimiento documentado de un submarino cerca de las costas de Nueva Inglaterra tuvo lugar el 6 de mayo de 1945. El 5 de mayo de 1945 el U-853, torpedeó y hundió el transporte de carbón Black Point cerca de Newport (Rhode Island). No pasó mucho hasta que la marina de los EE. UU. emprendiera su persecución y procediera a intentar su hundimiento con cargas de profundidad. Al día siguiente, cuando aparecieron una mancha de aceite y restos flotando, se confirmó que el U-853 con toda su tripulación había sucumbido. El lugar de su hundimiento se ha convertido en años recientes en un lugar popular para practicar submarinismo: está hundido a 40 m de profundidad cerca de Block Island (Rhode Island)
Cuando se introdujo el sistema de convoyes y se proporcionó escolta aérea el número de hundimientos se redujo y los submarinos desplazaron su zona de caza al Golfo de México, hundiendo 121 buques en junio. Cuando se introdujeron medidas defensivas el número de hundimientos se redujo y el de pérdidas de submarinos se incrementó.
El comandante naval, el almirante Ernest King, se oponía a seguir las recomendaciones británicas de introducir el sistema de convoyes, el servicio de guardacostas y las patrullas de la marina eran predecibles y podían ser evitados por los submarinos fácilmente y la marina de los Estados Unidos no dispuso de suficientes buques de escolta adecuados hasta que buques de guerra británicos y canadienses fueron transferidos a la costa este norteamericana. La consecuencia de todo ello fue que se perdió una cuarta parte de todo el tonelaje hundido durante la guerra: 3,1 millones de toneladas.

#### Minas en el Puerto de Nueva York
Según el libro de Samuel Eliot Morison, "The Battle of the Atlantic", el submarino alemán U-608 plantó 10 minas en el puerto de Nueva York el 10 de noviembre de 1942. La primera de ellas fue encontrada por un barreminas y, como consecuencia del hallazgo, el puerto de Nueva York permaneció cerrado durante dos días, el único periodo en que el puerto estuvo cerrado durante toda la guerra.
Dice:

"(en inglés)At 1117 Hours, Minesweeper YMS-20 witnessed an under water explosion two miles from Ambrose in 40-25-42N; 73-44-00W, bearing 170 degrees True from minesweeper, range 300 yards.  YNS-20 considers explosion actuated by reverse pulse.  Column of water 200 feet high was seen.  EDC reports all Army mines have been accounted for.  Explosion evaluated as magnetic mine or old depth charge.  Port entrance closed until 1800/14 while twelve minesweepers operate in area".
War Diary of the Eastern Sea Frontier 13 de noviembre de 1942

### Canadá
Desde el inicio de la guerra en 1939 (Canadá fue el primer país americano en entrar formalmente) hasta el día de la victoria en Europa, varios puertos costeros atlánticos canadienses adquirieron gran importancia, primero para el abastecimiento del Reino Unido y más tarde para la ofensiva aliada en el frente occidental. Halifax y Sydney (Nueva Escocia) se convirtieron en los principales puertos de reunión para los convoyes. A Halifax se le asignaron los convoyes rápidos o prioritarios (fundamentalmente de tropas o de materiales esenciales), donde iban los buques más modernos, mientras que en Sydney se organizaban los convoyes más lentos, que transportaban material más voluminoso en buques mercantes más vulnerables o viejos. Ambos puertos fueron fortificados notablemente, equipados con radares con base en tierra, baterías de reflectores y numerosas baterías de artillería costera manejadas por miembros regulares de la marina y el ejército canadienses y reservistas. Agentes del servicio de inteligencia militar se encargaban de hacer cumplir los estrictos apagones en dichas áreas y se tendieron redes anti-torpedo en las entradas de las bahías. A pesar de que no hubo desembarcos alemanes cerca de los puertos, hubo frecuentes ataques de submarinos a convoyes que partían hacia Europa. Menos usado, pero no menos importante, fue el puerto de Saint John (Nuevo Brunswick) a través del cual se enviaba material bélico.
Dada la densidad de la red ferroviaria canadiense hacia los puertos de la costa este, la batalla del San Lorenzo no supuso un golpe terrible para el esfuerzo de guerra canadiense, pero fue ciertamente destructivo para la moral de la población cuando los submarinos alemanes empezaron a atacar la navegación costera doméstica a lo largo de la costa este en el río San Lorenzo y en el Golfo de San Lorenzo desde la primavera de 1942 hasta el final de la temporada pesquera de finales del otoño de 1944.
En 1942 tuvieron lugar tres significativos ataques submarinos cuando cuatro transportes de carbón que trabajaban para la Dominion Steel and Coal Corporation (DOSCO) en la mina de hierro de Wabana (Dominio de Terranova) en Bell Island sita en Conception Bay (Terranova y Labrador). Los buques S.S. Saganaga, S.S. Lord Strathcona fueron hundidos el 5 de septiembre por el U-513 , mientras que el S.S. Rosecastle y el P.L.M 27 lo fueron por el U-518 el 2 de noviembre, perdiéndose 69 vidas. Sin embargo, uno de los incidentes más dramáticos del ataque tuvo lugar después de los hundimientos, cuando el submarino lanzó un torpedo al carbonero de 3000 toneladas Anna T que erró el blanco e impactó en el embarcadero de DOSCO y explotó. El 14 de octubre de 1942 el ferry S.S. Caribou fue torpedeado por el U-69 y hundido en el estrecho de Caboto al sur de Port aux Basques. El Caribou llevaba a bordo 206 militares y 45 miembros de su tripulación; 137 murieron, muchos de ellos oriundos de Newfoundland.

### México
El hundimiento de los petroleros mexicanos Faja de Oro y Potrero del Llano por el submarino alemán U-160, el 21 de mayo de 1942 cerca de Key West, precipitó la entrada de México en la Segunda Guerra Mundial. La declaración oficial de guerra por parte de México contra las potencias del Eje (Alemania, Japón y el Reino de Italia) tuvo lugar el 22 de mayo de 1942, siendo -junto con Brasil- el único país latinoamericano que envió tropas a ultramar para combatir contra el Eje. Entre junio y septiembre de 1942 cuatro barcos más sufrieron ataques de los nazis, Túxpam, Las Choapas, Oaxaca y Amatlán, por lo que se demostraría que la "neutralidad simulada" había quedado atrás.
En 1943, debido a la situación militar en Europa, se empezó a reconsiderar su rechazo por participar en la guerra con tropas mexicanas. Para estos años, los aliados ya estaban a la ofensiva en todos los frentes y la posibilidad de un ataque alemán o japonés al continente americano parecía cada vez más remota. Así que el gobierno decidió mandar al frente de guerra una fuerza simbólica que luchara bajo la bandera mexicana, disponiendo que se tratase de un contingente de fuerza aérea en la campaña del Pacífico. Así en 1944, el Escuadrón 201 llegó a los Estados Unidos para entrenar en aviación. Un año después, en 1945, el escuadrón estaba listo para la batalla; este escuadrón de aviones de combate participó directamente en la Campaña de Filipinas. Así, el Escuadrón 201 de la Fuerza Aérea Expedicionaria Mexicana, integrado por alrededor de 300 hombres, 30 pilotos y 25 aviones P-47D Thunderbolt, combatió contra fuerzas del Ejército Imperial Japonés durante la Batalla de Luzón en las Filipinas, realizando 53 misiones de combate encuadrado en la organización bélica de la Fuerza Aérea estadounidense. Los aparatos P-47D llevaron insignias de la USAAF pero con los colores mexicanos en el timón de cola.
Pero su participación en la Segunda Guerra Mundial no fue exclusivamente del Escuadrón 201. Miles de civiles mexicanos combatieron en el campo de batalla como voluntarios en ejércitos extranjeros o como residentes de otros países. Y en ciudades de toda la República se hicieron "ejercicios de oscurecimiento", en los cuales la población civil debía participar apagando todas las fuentes de luz, para dificultar posibles bombardeo a las ciudades.

### Centroaméricay elCaribe

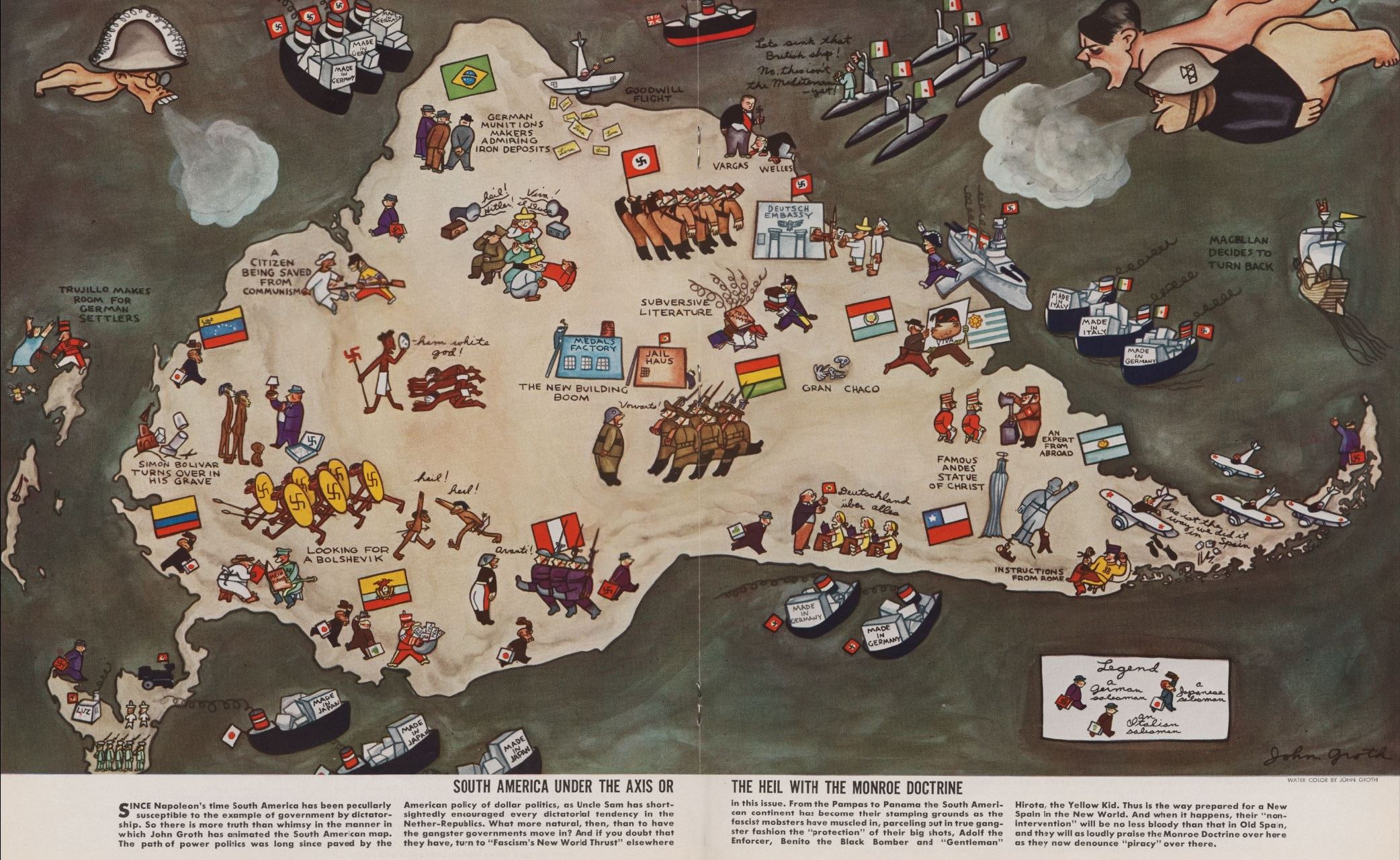
Mapa satírico de la revista Ken de 1938 ataca la intrusión comercial, cultural y militar en Sudamérica de los "gobiernos gángsters" de Alemania, Italia y Japón, "mafiosos fascistas" que se han "metido a la fuerza". Las viñetas muestran detalles de las actividades del Eje en los países de la región latinoamericana (en inglés).

Antes de 1941, las naciones Centroamericanas poseían varios tratos diplomáticos con la Alemania nazi y el imperio del Japón. No es hasta el ataque a Pearl Harbor, que estos le declaran la guerra a las naciones del eje, curiosamente el día siguiente, un barco hondureño sería capturado en los puertos de Shanghái por la armada imperial Japonesa, siendo renombrado como el Ekkai Maru. Una vez las naciones centroamericanas se unen al bando aliado rompen relaciones diplomáticas con las naciones del Eje e inician persecuciones hacia los inmigrantes Alemanes e Italianos. 
Durante el transcurso de la guerra varios barcos mercantes centroamericanos fueron hundidos en el Caribe por submarinos Alemanes, por ejemplo el Tela, un buque de carga Hondureño hundido por un submarino U-504 en 1942. Esto conllevó al país a realizar constantes patrullajes aéreos sobre las costas del país bajo el miedo del acercamiento de más submarinos Alemanes o el miedo generalizado a un ataque por parte de Alemania. Otros barcos de origen centroamericano hundidos por U-boats fueron el Olancho, el Nicholas Cuneo, el Comayagua, el Bluefileds etc. Todos eran de origen Hondureño y Nicaragüense. También se sabe de voluntarios centroamericanos en el ejército de los Estados Unidos que participaron tanto en el teatro Europeo  como en el de Asia pacífico.

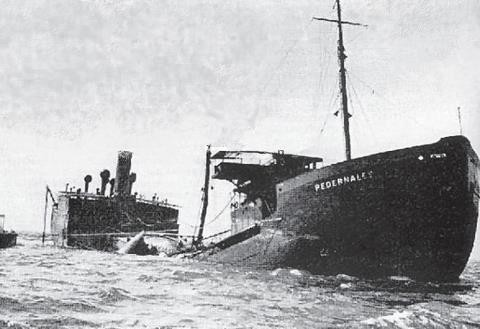
Hundimiento del buque Venezolano petrolero Pedernales por parte de un submarino alemán el 16 de febrero de 1942.

La operación Westindien (Operación Neuland para los alemanes) demostró los efectos devastadores de los submarinos alemanes en el mar Caribe del 16 de febrero al 16 de marzo de 1942. La operación tenía por objetivo destruir los buques cargados con petróleo venezolano que llegaban a las refinerías de Aruba, Curazao y Trinidad, y así cortar el suministro de combustible a Canadá, Estados Unidos y el Reino Unido.
El balance de la Operación Westindien fue que submarinos Tipo IX C de la Armada alemana torpedearon los tanqueros Pedernales y Arkansas, y hundieron el San Nicolás, el Tía Juana, el San Rafael, Oranjestad, Rafaela, y el Monagas. Así mismo bombardearon la refinería de la Standard Oil en la posesión holandesa de Aruba el 16 de febrero de 1942, causándole leves daños.
Otro submarino alemán bombardeó la isla de Mona, a 60 km de Puerto Rico, el 2 de marzo. No hubo daños o bajas.
La refinería de la Royal Dutch Shell en Curaçao fue cañoneada el 19 de abril.
Varios submarinos alemanes fueron vistos cerca de Puerto Cabello y otro fue hundido en la isla de la Blanquilla en Venezuela.

### Cuba
Cuba participó técnicamente en la Segunda Guerra Mundial, aunque su función fue bastante restringida en comparación con las potencias más relevantes. A pesar de que la intervención de Cuba no fue tan marcada como la de las potencias más importantes, aportó a la causa aliada mediante esfuerzos de navegación, respaldo económico y colaboración con EUA.
El 9 de diciembre de 1941, Cuba proclamó la guerra a las potencias del Eje (Alemania, Italia y Japón), justo después del ataque japonés a Pearl Harbor. Esto transformó a Cuba en uno de los primeros países de América Latina en involucrarse en la guerra a favor de los Aliados.
Además, Cuba desempeñó un rol crucial en la salvaguarda de las rutas de navegación aliadas en el Caribe, que se encontraban en peligro debido a los submarinos alemanes. A pesar de su reducido tamaño, la Armada cubana colaboró con los Estados Unidos en patrullas antisubmarinas. Las aguas de Cuba tenían una relevancia estratégica debido a que formaban parte del camino de abastecimiento de petróleo y otros recursos del Golfo de México. En mayo de 1943, un submarino alemán, el U-176, fue incrustado en el fondo de la costa de Cayo Blanquizal, en Cuba. Este fue un éxito importante y representó la participación de Cuba en la protección del Caribe contra las amenazas nazis. En este conflicto bélico, Estados Unidos obtuvo además, autorización para emplear aeródromos y bases militares cubanas. La bahía de Guantánamo se transformó en un relevante núcleo para las operaciones antisubmarinas y la salvaguarda de las rutas marítimas en el Caribe.
Cuba suministró a los aliados azúcar, un bien fundamental en periodos de conflicto bélico. La economía de la nación se sustentaba principalmente en las exportaciones de azúcar, mientras que Estados Unidos adquiría la mayoría de la producción de azúcar de Cuba, garantizando un abastecimiento constante para las demandas de sus aliados
Aunque Cuba no envió muchas tropas al extranjero, algunos voluntarios cubanos lucharon con los aliados, especialmente en el ejército estadounidense. Las principales contribuciones de Cuba fueron su ubicación estratégica, sus recursos y sus patrullas navales.
Cuba no tuvo muchas figuras militares famosas en la Segunda Guerra Mundial, pero hay algunos nombres importantes, especialmente en operaciones navales. Un ejemplo notable es el Teniente Mario Ramírez Delgado, que, según la historia, fue la figura militar cubana más notable de la Segunda Guerra Mundial. Como comandante del barco patrullero CS-13, hundió el submarino alemán U-176 el 15 de mayo de 1943, cerca de Cuba. Esta fue una de las acciones militares más importantes de Cuba durante la guerra. Su liderazgo mostró el papel activo de Cuba en la defensa de sus aguas y en el esfuerzo aliado. José Sainz Expósito, fue otro soldado cubano que combatió junto al ejército de los Estados Unidos durante la Segunda Guerra Mundial, tuvo una destacada participación en el conflicto, llegando a estar en París durante esa época. Durante su estancia en la capital francesa, Sainz Expósito no solo interactuó con otros militares, sino que también conoció a artistas cubanos que residían allí, creando un vínculo entre su experiencia en la guerra y el arte de su país. Su historia refleja no solo su valentía en combate, sino también su conexión con la diáspora cubana en Europa durante esos años turbulentos.  El Mayor General Genovevo Pérez Dámera fue el jefe del Estado Mayor de Cuba durante la guerra. Bajo su liderazgo, el ejército cubano trabajó con los EE. UU en operaciones antisubmarinas y ayudó a proteger el Caribe de las amenazas del Eje. Jugó un papel crucial en la defensa y apoyo de Cuba durante la guerra.

### Brasil

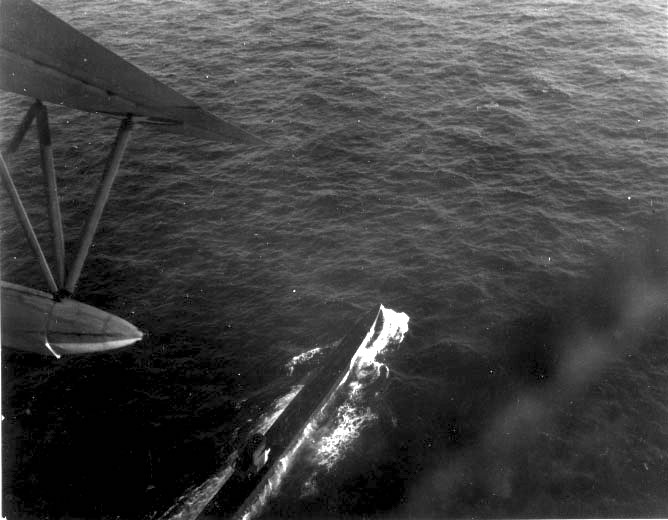
Submarino alemán U-199 bajo ataque de un PBY Catalina de la FAB.

Entre julio y agosto de 1942, submarinos alemanes comenzaran atacar barcos brasileños y de otros países en las aguas jurisdiccionales brasileñas lo que empujó a Brasil a declarar la guerra a Alemania en noviembre de 1942, y a enviar la Fuerza Expedicionaria Brasileña (FEB) de más de 25 000 hombres y dos escuadrillas de caza y enlace al frente de Italia. Además, el país también participado con el suministro de bases en el Noreste del país en el llamado "Trampolim da vitória" en apoyo a operaciones en el Norte de África y Mediterráneo. 
La Marina de Brasil participó con la vigilancia y escolta de convoyes en el Atlántico Sur y hacia el Mediterráneo. Los convoyes solían ser de hasta 60 buques mercantes en grupos de 9 a 12 columnas con los buques de guerra de escolta en movimiento circular alrededor de los mercantes a una distancia de 4000 metros. Los buques de guerra brasileños escoltaron los convoyes de unos 3.164 barcos, en su mayoría barcos brasileños y más de mil barcos de América del Norte y otras naciones, en un total de 575 misiones de escolta, también hubo 654 rescates en el mar por barcos brasileños. La Armada tuvo 492 muertos durante la guerra.
La Fuerza Aérea Brasileña (FAB) participó con misiones de vigilancia y guerra submarina hundiendo en el total a 10 submarinos alemanes y el italiano Arquimede. La campaña atlántica marcó el bautismo en combate de la fuerza aérea con el ataque de un bombardero B-25 al submarino italiano Barbarigo. Al final del conflicto, la fuerza realizó más de 15.000 patrullas sobre el Atlántico Sur.
En el total, el país sufrió unos 70 ataques con la pérdida de 36 navíos hundidos por submarinos durante el conflicto, con alrededor de 1.100 muertos. La mayor pérdida fue la del barco Baependi, torpedeado en 1942 por el submarino alemán U-507, con 270 muertos.

## Falsas alarmas

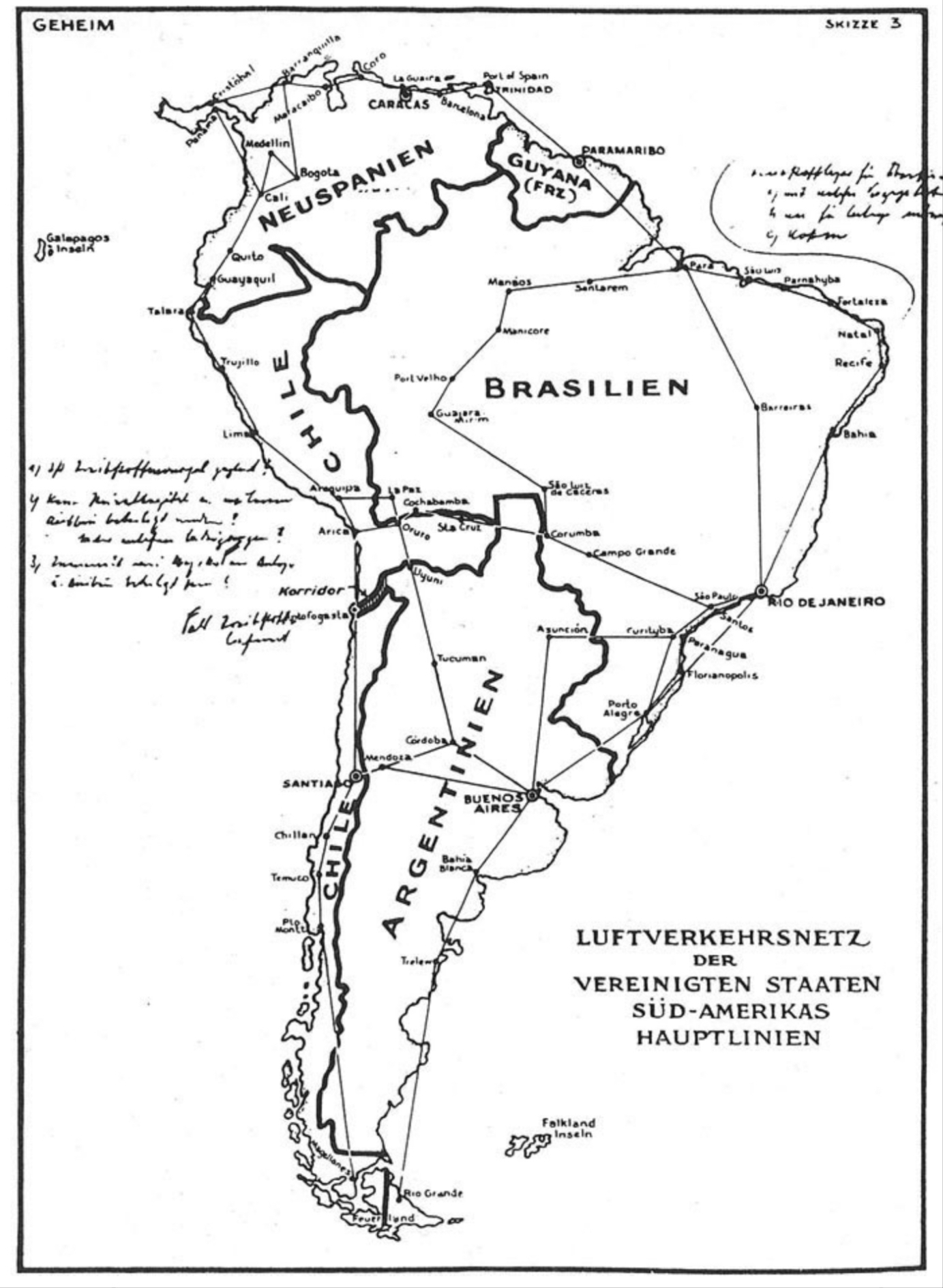
Mapa de los supuestos cambios territoriales en América del Sur en caso de una hipotética victoria del Eje en la Segunda Guerra Mundial, según denunció el presidente estadounidense Franklin Delano Roosevelt en un discurso el 27 de octubre de 1941.

### Batalla de Los Ángeles
En un incidente conocido como la Batalla de Los Ángeles, los cañones antiaéreos del Ejército de los Estados Unidos dispararon varias decenas de miles de proyectiles al cielo sobre Los Ángeles, California durante la noche del 24 al 25 de febrero de 1942, las declaraciones oficiales dicen que la falsa alarma inicial fue exacerbada por las explosiones que eran perseguidas por los reflectores y estos a su vez causaban más cañoneo. 
Según el artículo "Battle of Los Angeles" tres civiles murieron a consecuencia del fuego antiaéreo y otros tres por ataques cardíacos sufridos como consecuencia de la tensión generada por el cañoneo, que duró una hora, y el miedo a un posible bombardeo.

### Alerta del área de la Bahía de San Francisco
En mayo y junio de 1942, en el área de la Bahía de San Francisco hubo varias alertas de combate:
- 12 de mayo: una alerta de ataque aéreo de 25 minutos
- 27 de mayo: las defensas de la Costa Oeste se pusieron en alerta después de que descifradores de códigos avisaran de que los japoneses preparaban incursiones rápidas como venganza por el ataque a Tokio de Doolittle
- 31 de mayo: los acorazados USS Colorado y USS Maryland levaron anclas del Golden Gate para formar una línea de defensa como precaución frente a un posible ataque japonés a San Francisco

## Silencios radiales
El 2 de junio de 1942 hubo una alerta de ataque aéreo de 9 minutos que incluyó a las 21:22 una orden de silencio radial para todas las emisoras desde México a Canadá.

### En inglés
- Blancos estadounidenses
- Ataques de submarinos japoneses
- Operaciones alemanas de espionaje y sabotaje contra Estados Unidos durante la Segunda Guerra Mundial
- El área de la Bahía en Guerra
- Libro sobre los planes y medidas estadounidenses para protegerse contra ataques del Eje
- Misiones especiales de los submarinos en Norteamérica, Islandia y Canadá (1942-1944)
- Red White Black & Blue - Documentos acerca de la Batalla de Attu en las Aleutianas durante la Segunda Guerra Mundial
- Defensa de las Américas
- Los sumergibles alemanes en la Segunda Guerra Mundial

- Datos: Q2632857
- Multimedia: World War II home front in the United States / Q2632857